# سیدنی روول
سیدنی روول (انگلیسی: Sydney Rowell؛ ۱۵ دسامبر ۱۸۹۴ – ۱۲ آوریل ۱۹۷۵) فرد نظامی اهل استرالیا بود. وی همچنین برندهٔ جوایزی همچون نشان امپراتوری بریتانیا و نشان حمام شده‌است.